# Kilen
Kilen is een plaats in de gemeente Oskarshamn in het landschap Småland en de provincie Kalmar län in Zweden. De plaats heeft 63 inwoners (2000) en een oppervlakte van 6 hectare.